# Datsun Bluebird (910)
Datsun Bluebird (910) — компактный автомобиль, выпускавшийся подразделением Datsun компании Nissan с 1979 по 1984 год.

## Описание
Datsun Bluebird 910 впервые был представлен в ноябре 1979 года. По сути, это последний заднеприводный Bluebird, отличающийся простыми квадратными линиями (вместо бутылок Coca-Cola). Моторная гамма, подвеска Макферсона и колёсная база остались от 810.
Продажи автомобиля начались летом 1980 года. Основными конкурентами модели являлись Ford Taunus/Cortina и Opel Ascona/Vauxhall Cavalier.
У экспортных моделей логотип Nissan появился в 1981 году. В Австралии название с Datsun Bluebird на Nissan Bluebird было сменено в 1983 году.
Также Datsun Bluebird (910) выпускался в Южной Африке с 1978 по 1980 год под названиями Datsun 1600J Deluxe, 1800J Deluxe или 1800J SSS. Каждая модель выпускалась в кузовах седан и универсал. Через некоторое время название сменилось на Datsun Stanza. Все автомобили были заднеприводными, с цельной осью и спиральными пружинами.
С 1981 по 1984 год Datsun Bluebird (910) выпускался в Австралии, где впоследствии был заменён моделью Pintara.

## Галерея

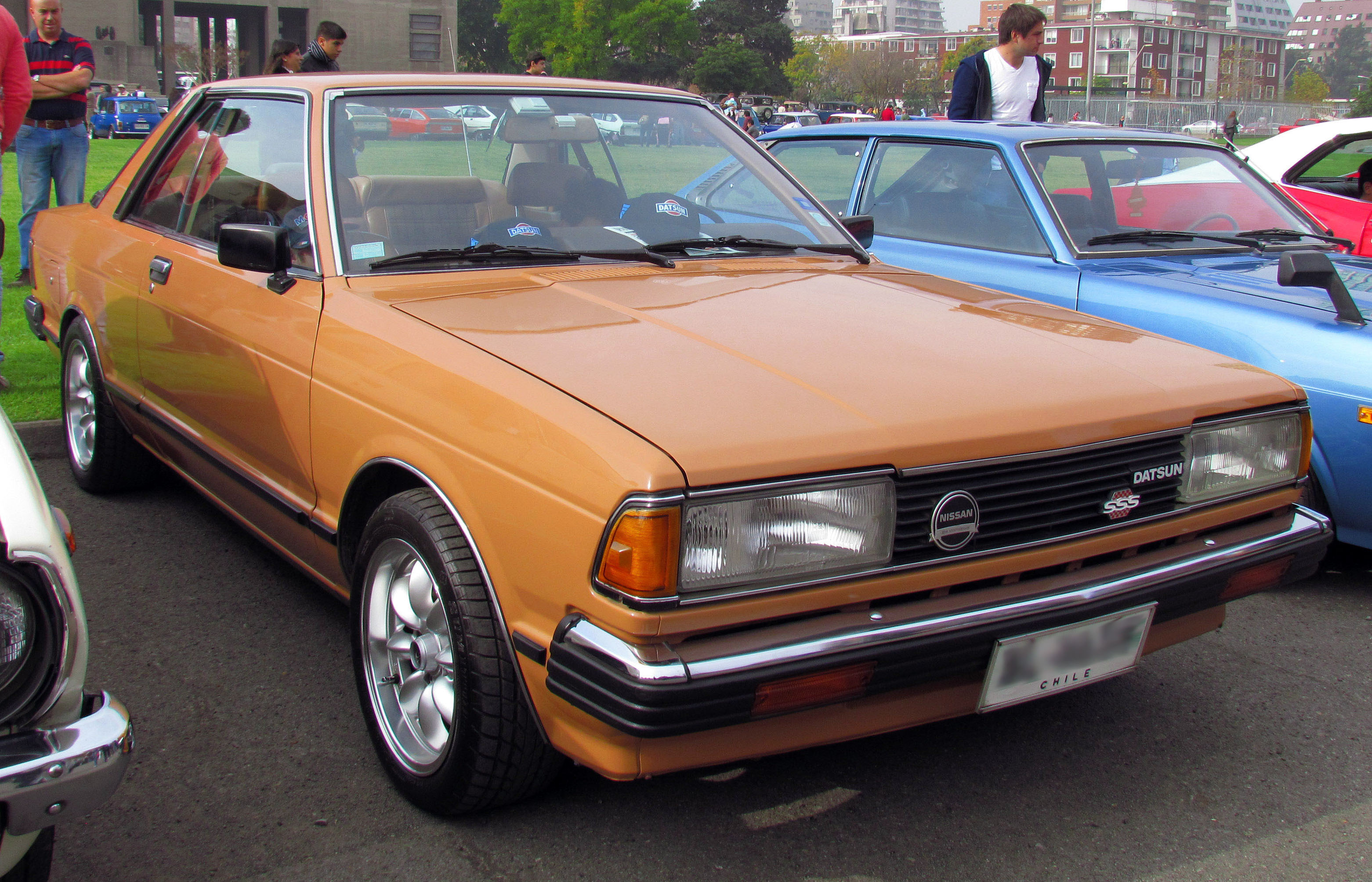
1982 Bluebird 1.8 SSS Coupé HT (Чили)
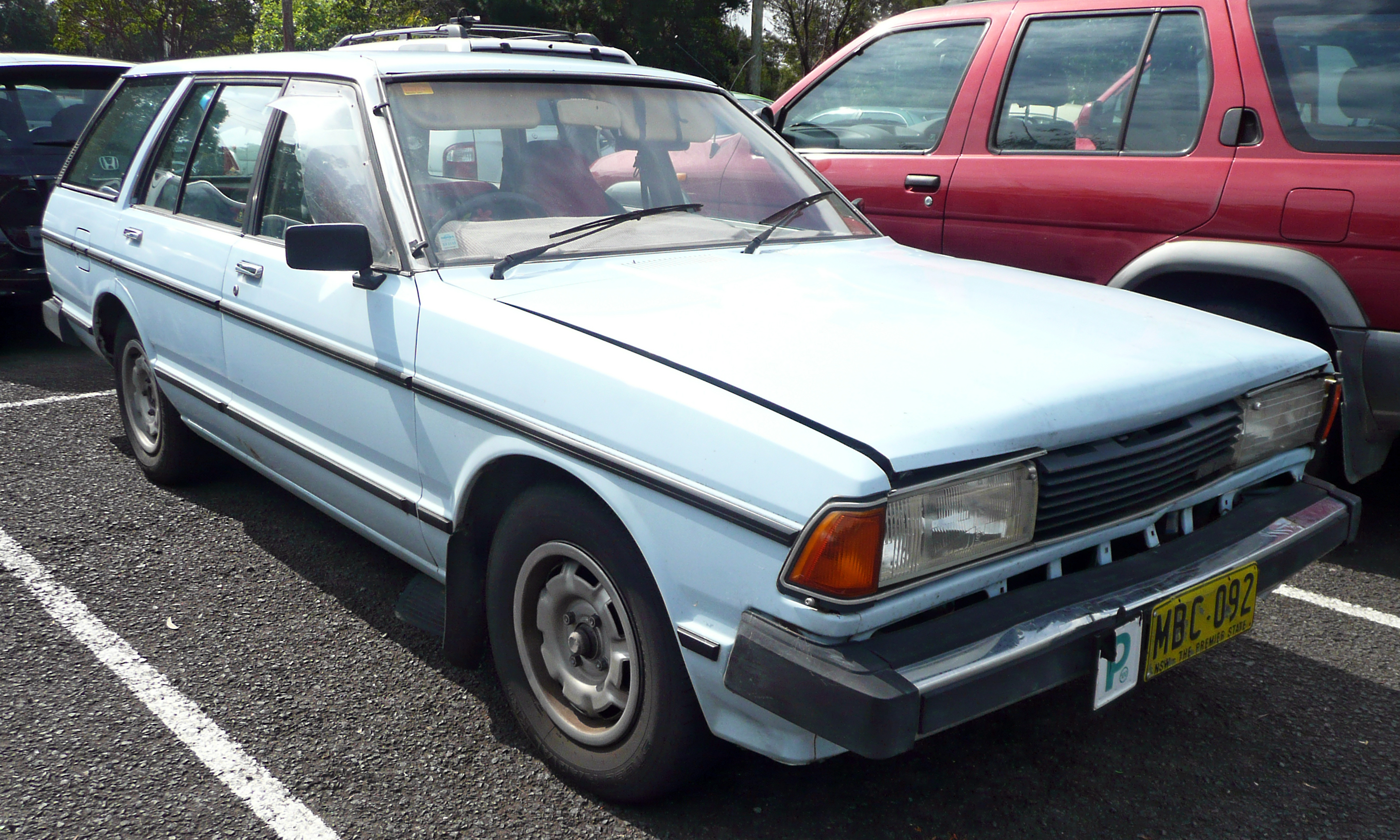
1981—1983 Datsun Bluebird (P910)
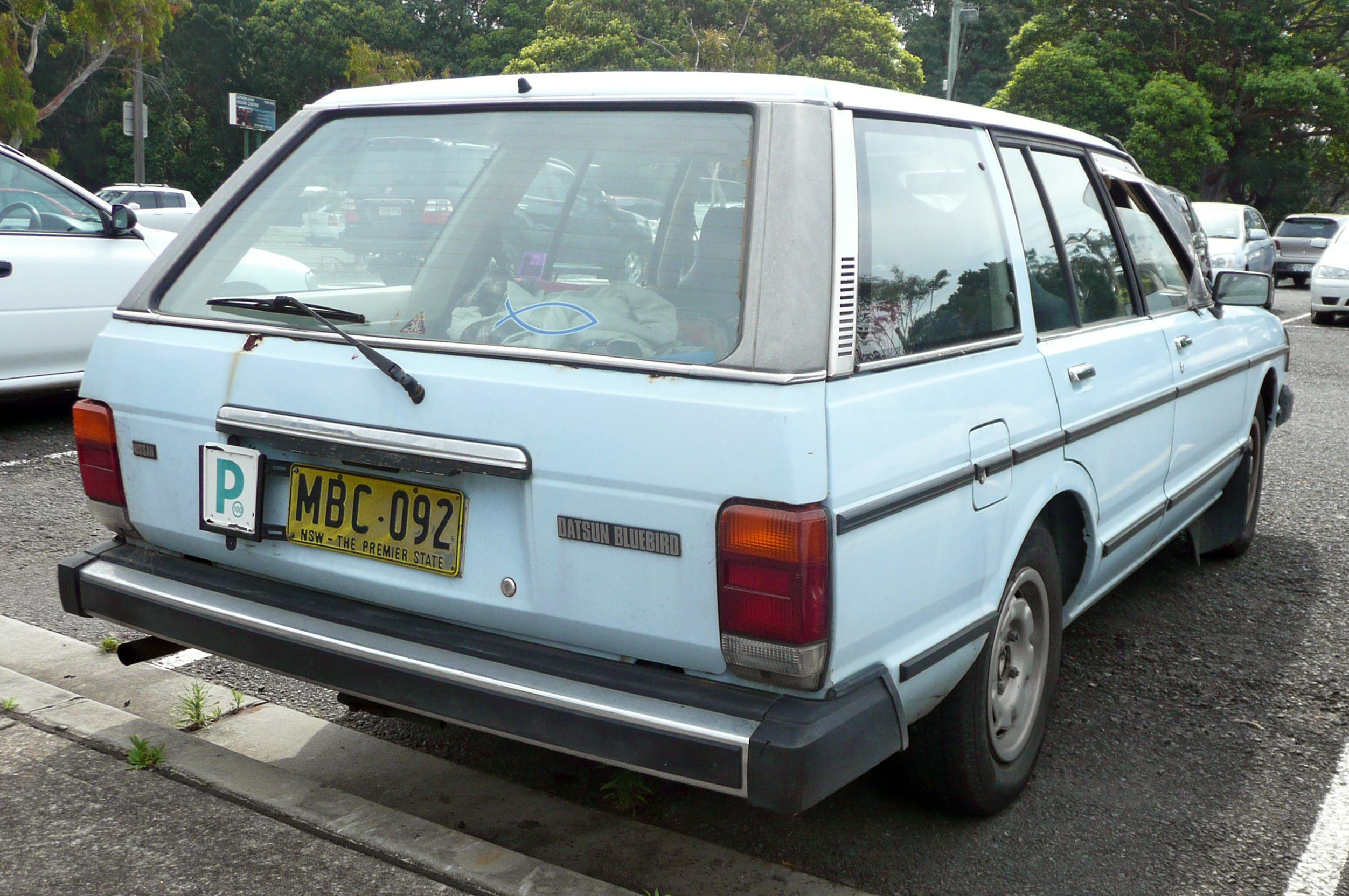
1981—1983 Datsun Bluebird (P910)
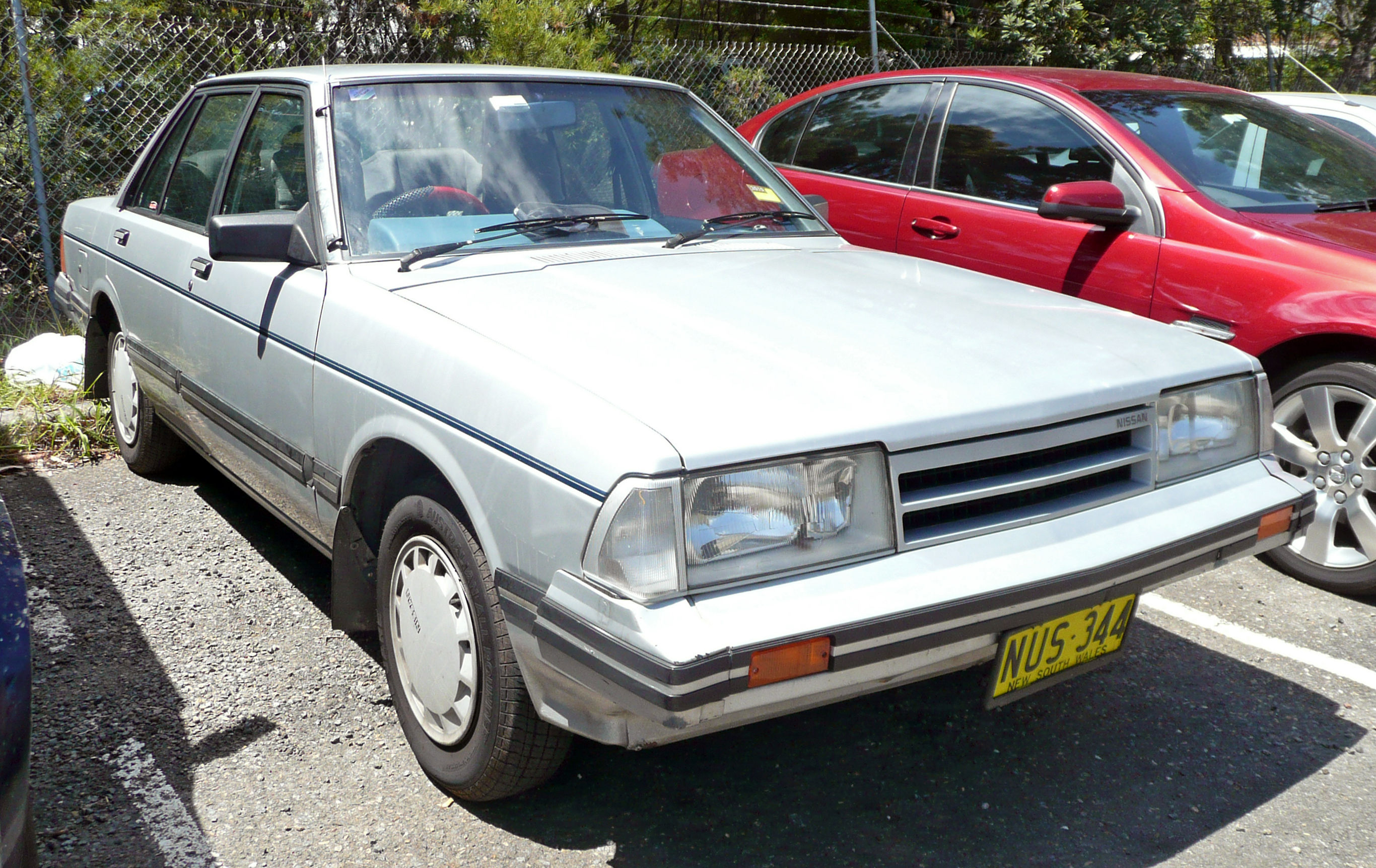
1985—1986 Nissan Bluebird (P910 Series III) GXE
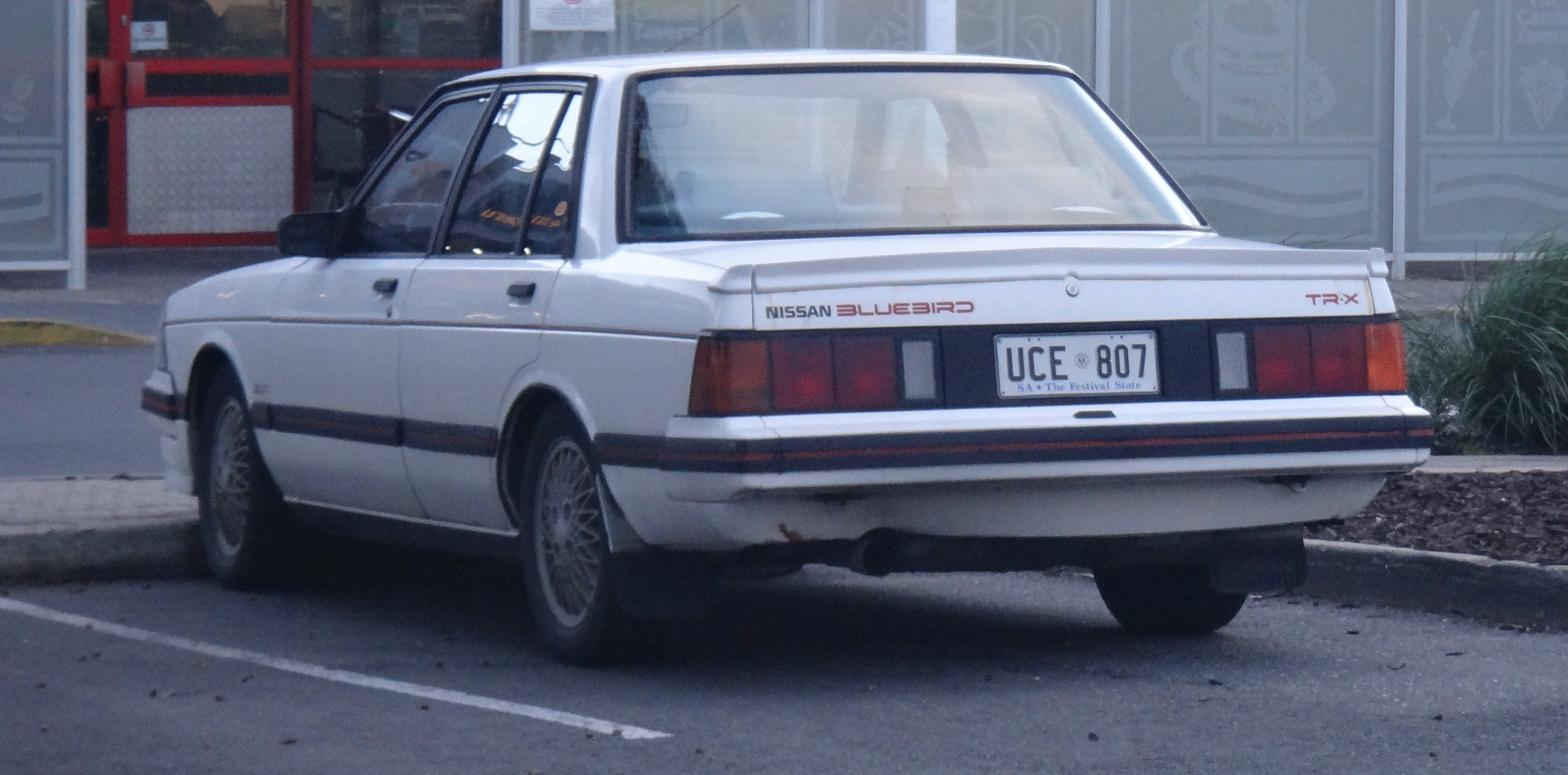
1985—1986 Nissan Bluebird (P910 Series III) TR-X